# Ronnweg
Ronnweg ist ein Ortsteil des Marktes Reichertshofen im oberbayerischen Landkreis Pfaffenhofen an der Ilm.
Das Dorf Ronnweg hat 266 Einwohner (Stand zum 31. Dezember 2023).

## Geographie und Verkehrsanbindung
Ronnweg liegt östlich des Kernortes Reichertshofen. Westlich verläuft die A 9 und nordwestlich die B 300. Die Staatsstraße 2049 verläuft durch Ronnweg. Die Bahnstrecke München–Treuchtlingen verläuft nördliches des Ortes.

## Geschichte
Der Ort Ronnweg (ursprünglich Ronanweg oder Ronenweg) bedeutet so viel wie ein Weg aus Holzprügeln im sumpfigen Gelände. Ronnweg wurde bereits um 1200 urkundlich erwähnt und war ursprünglich dem Kloster Geisenfeld zugeordnet.
Bis 1972 gehörte das Dorf zur damals selbständigen Gemeinde Hög und wurde mit dieser am 1. Juli 1972 in den Markt Reichertshofen eingegliedert.
Die Hallertauer Hopfenkönigin 1993/1994 Alexandra Meisinger kam aus dem Ort Ronnweg.